# Strahinja Milenić
Strahinja Milenić (15 febbraio 2001) è un giocatore di football americano serbo, che gioca nel ruolo di defensive back per i Kragujevac Wild Boars.